# Gunnar Hellström
Pour les articles homonymes, voir Hellström.
John Evert Gunnar Hellström — né le 6 décembre 1928 sur l'île d'Alnön (comté de Västernorrland), mort le 28 novembre 2001 à Nynäshamn (comté de Stockholm) — est un acteur, réalisateur, scénariste et producteur de cinéma suédois, connu comme Gunnar Hellström (ou Gunnar Hellstrom).

## Biographie
De 1947 à 1952, Gunnar Hellström étudie à la Dramatens elevskola, l'école du théâtre dramatique royal de Stockholm (Kungliga Dramatiska Teatern en suédois, abrégé Dramaten). Il débute au théâtre en 1951, dans une série de pièces représentées au Dramaten.
En ce lieu, jusqu'en 1956, il joue notamment par la suite dans Antoine et Cléopâtre de William Shakespeare (1952, avec Inga Tidblad et Jarl Kulle), Barabbas de Pär Lagerkvist (adaptation de son roman éponyme, 1953, avec Anders Ek dans le rôle-titre) et Le Canard sauvage d'Henrik Ibsen (1955, avec Renée Björling et Eva Dahlbeck).
Au cinéma, dès 1950, il se produit dans des films majoritairement suédois, dont l'adaptation à l'écran de Barabbas précité, réalisée par Alf Sjöberg (1953, avec Ulf Palme dans le rôle-titre).
En outre, venu aux États-Unis en 1960, il tient un second rôle dans le film américain Les lauriers sont coupés de José Ferrer (avec Carol Lynley et Jeff Chandler), sorti en 1961. 
Partageant dès lors sa carrière entre Hollywood et son pays natal, il apparaît également à la télévision américaine dans quelques séries, dont Mission impossible (deux épisodes, 1967-1969) et Dallas (quatre épisodes, 1989).
Mais surtout, il est le réalisateur d'épisodes de plusieurs séries américaines, dont Les Mystères de l'Ouest (deux épisodes, 1967), Gunsmoke (33 épisodes, 1967-1975) et Dallas (six épisodes, 1979-1983).
Son dernier rôle au grand écran est celui d'Anders Zorn dans le film suédois Zorn (sv), sorti en 1994, dont il est aussi réalisateur, scénariste et producteur.

## Théâtre au Dramaten (liste partielle)
- 1951 : Aftonstjärnan de Hjalmar Söderberg : un jeune homme
- 1951 : La Commandante Barbara (Major Barbara) de George Bernard Shaw, costumes de Marik Vos-Lundh : Bilton
- 1951 : Amorina de Carl Jonas Love Almqvist, mise en scène d'Alf Sjöberg, costumes de Marik Vos-Lundh : le chasseur / le shérif / l'esprit de Falkenberg
- 1951 : Robin Hood d'Owen Davis, décors de Marik Vos-Lundh : Guy de Gisbourne
- 1951 : Maître Olof (Mäster Olof) d'August Strindberg, mise en scène d'Alf Sjöberg : l'intendant
- 1952 : La Pierre philosophale (De vises stern) de Pär Lagerkvist, mise en scène d'Alf Sjöberg : un jeune juif
- 1952 : Antoine et Cléopâtre (Antonius och Kleopatra) de William Shakespeare, costumes de Marik Vos-Lundh : Canidius
- 1952 : Colombe de Jean Anouilh, mise en scène de Mimi Pollak : le coiffeur
- 1952 : Le Revizor (Revisorn) de Nicolas Gogol : le jeune homme
- 1953 : Barabbas, adaptation du roman éponyme de Pär Lagerkvist : un comparse de Barabbas / le premier esclave / un esclave de la mine
- 1953 : Roméo et Juliette (Romeo och Julia) de William Shakespeare, mise en scène d'Alf Sjöberg : Tybalt
- 1953 : Herdespel d'Olof von Dalin, costumes de Marik Vos-Lundh : Arcas
- 1953 : La Rechute ou la Vertu en danger (Återfall i dygden) de John Vanbrugh : un jeune homme
- 1953 : L'Île au trésor (Skattkammarön), adaptation du roman éponyme de Robert Louis Stevenson : le capitaine Smollet
- 1953 : Gertrud de Hjalmar Söderberg : Erland Jansson
- 1954 : L'Orestie (Orestien) d'Eschyle, décors et costumes de Marik Vos-Lundh : un héraut
- 1954 : Mariana Pineda de Federico García Lorca, mise en scène de Mimi Pollak, décors et costumes de Marik Vos-Lundh : le troisième conspirateur
- 1954 : The Caine Mutiny Court-Martial (Myteriet på Caine), adaptation du roman The Caine Mutiny d'Herman Wouk : le lieutenant Thomas Keefer
- 1955 : Le Canard sauvage (Vildanden) d'Henrik Ibsen : Molvik
- 1955 : Advent d'August Strindberg : le prince
- 1956 : Les Jours heureux (Lyckliga dagar) de Claude-André Puget, mise en scène de Mimi Pollak, décors de Marik Vos-Lundh : Michel Bouilhet

## Filmographie partielle

### Comme acteur

#### Cinéma
(films suédois, sauf mention contraire)
- 1950 : Medan staden sover de Lars-Eric Kjellgren : le jeune homme au restaurant
- 1953 : Barabbas d'Alf Sjöberg : un employé en poterie
- 1954 : Simon Syndaren : Simon Angus (+ réalisateur et scénariste)
- 1954 : Karin Månsdotter d'Alf Sjöberg : le jeune agriculteur
- 1956 : Nattbarn : Nils Gustaf Boman (+ réalisateur et scénariste)
- 1957 : Synnöve Solbakken : Aslak (+ réalisateur et scénariste)
- 1960 : Le Juge (Domaren) d'Alf Sjöberg : l'avocat Albert Arnold
- 1961 : Les lauriers sont coupés (Return to Peyton Place) de José Ferrer : Nils (film américain)
- 1961 : Stöten d'hasse Ekman : Erik
- 1965 : Nattmara d'Arne Mattsson : Per Berg
- 1981 : Jag rodnar de Vilgot Sjöman : Gunnar Sjöman
- 1983 : Raskenstam : Gustav Raskenstam (+ réalisateur, scénariste et producteur)
- 1994 : Zorn : Anders Zorn (+ réalisateur, scénariste et producteur)

#### Télévision
(séries américaines, sauf mention contraire)
- 1967 : Au cœur du temps (The Time Tunnel)
  - Saison unique, épisode 19 Le Fantôme de Néron (The Ghost of Nero) de Sobey Martin : le major Neistadt
- 1967-1969 : Mission impossible (Mission: Impossible)
  - Saison 1, épisode 20 La Légende (The Legend, 1967) de Richard Benedict : Frederick Rudd
  - Saison 3, épisode 25 L'Interrogatoire (The Interrogator, 1969) de Reza Badiyi : Friedrich Spindler
- 1968-1972 : Gunsmoke ou Police des plaines (Gunsmoke ou Marshal Dillon)
  - Saison 13, épisode 17 Dead Man's Law (1968) de John Rich : Eriksson
  - Saison 18, épisode 13 Hostage! (1972) : le soldat au chien (+ réalisateur)
- 1989 : Dallas, première série
  - Saison 12, épisode 22 Voyage à Vienne (Yellow Brick Road), épisode 23 Le Bruit de l'argent (The Sound of Money) et épisode 24 La Grande Valse du Texas (The Great Texas Waltz) de Linda Gray : Rolf Brundin
  - Saison 13, épisode 3 Un océan de pétrole (Cry Me a River of Oil) : Rolf Brundin

### Comme réalisateur

#### Cinéma
- 1962 : Chans
- 1968 : Le Jeu de la mort (The Name of the Game Is Kill!) (film américain)

#### Télévision
- 1967 : Les Mystères de l'Ouest (The Wild Wild West)
  - Saison 3, épisode 6 La Nuit du samouraï (The Night of the Samurai) et épisode 15 La Nuit de la princesse (The Night of the Running Death)
- 1967-1975 : Gunsmoke ou Police des plaines (Gunsmoke ou Marshal Dillon)
  - Saisons 13 à 20, 33 épisodes
- 1968 : Cimarron
  - Saison unique, épisode 17 Heller
- 1968 : Sur la piste du crime (The F.B.I.)
  - Saison 4, épisode 13 The Hero
- 1968 : Bonanza
  - Saison 10, épisode 14 A World Full of Cannibals
- 1975 : Petrocelli
  - Saison 1, épisode 16 The Kidnapping
- 1979 : La Conquête de l'Ouest (How the West Was Won)
  - Saison 2, épisode 3 L'Ennemi (The Enemy)
- 1979-1983 : Dallas, première série
  - Saison 2, épisode 21 Les Fiançailles (Royal Marriage, 1979)
  - Saison 3, épisode 12 L'Hypothèque (Ellie Saves the Day, 1979) et épisode 14 Départ pour la Californie (Return Engagements, 1979)
  - Saison 4, épisode 13 Le Président (Making of a President, 1981) et épisode 15 La Question (The Quest, 1981)
  - Saison 6, épisode 26 Difficultés en tous genres (Things Ain't Goin' Too Good at Southfork, 1983)
- 1980 : Mark, I Love You (téléfilm américain)